# Max Wilmsen
Max Friedrich Wilhelm Wilmsen (* 26. August 1885 in Krefeld; † 29. Mai 1953 in Brandenburg an der Havel) war ein deutscher Schauspieler.

## Leben
Wilmsen begann seine Bühnenlaufbahn 1908 im böhmischen Eger. Über Mülheim an der Ruhr, wo er als Schauspieler und Sänger engagiert gewesen war, kam der gebürtige Krefelder 1910 nach Berlin, um ein Engagement am Schiller-Theater anzutreten. Später wirkte Wilmsen auch an anderen hauptstädtischen Bühnen, darunter das Theater des Westens, das Theater in der Kommandantenstraße, das Theater am Nollendorfplatz und das Komödienhaus. 1942/43 wurde er an das Deutsche Theater nach Den Haag in den besetzten Niederlanden geholt. Nach dem Krieg hatte Max Wilmsen größte Mühe, Rollen zu ergattern. 
Vor der Kamera war der Künstler vor allem in den 1930er-Jahren, mit Anbruch des Tonfilmzeitalters, ein gefragter Chargendarsteller. Nach mittelgroßen Nebenrollen (Graf in Der Tiger, Diener in Ein Walzer im Schlafcoupé) musste er sich zuletzt nur noch mit Kleinstauftritten begnügen. So war er beispielsweise ein Theaterangestellter in Was wird hier gespielt ?, ein Hotelportier in Ein Mann für meine Frau, ein Gutsinspektor in Der Schrecken von Heidekrug, ein Weinlokalbesitzer in Der Meisterdetektiv, ein Taxifahrer in Wunschkonzert und einer in Karneval der Liebe. Wilmsen stand 1944 in der Gottbegnadeten-Liste des Reichsministeriums für Volksaufklärung und Propaganda.

## Filmografie (Auswahl)
- 1915: Auf der Alm, da gibt’s ka Sünd
- 1916: Paul Banners Schicksal
- 1919: Ballskandal
- 1920: Die Frau im Doktorhut
- 1922: Der Graf von Charolais
- 1926: Die Wiskottens
- 1930: Der Tiger
- 1930: Das Rheinlandmädel
- 1930: Ein Walzer im Schlafcoupé
- 1930: Aschermittwoch
- 1930: Hans in allen Gassen
- 1930: Schneider Wibbel
- 1931: Ich bleib’ bei dir
- 1931: Die Liebesfiliale
- 1932: Melodie der Liebe
- 1933: Lachende Erben
- 1933: Der Liebesphotograph
- 1934: Der Schrecken von Heidekrug
- 1934: Die Sporck’schen Jäger
- 1934: Der Vetter aus Dingsda
- 1934: Heinz im Mond
- 1934: Die Liebe und die erste Eisenbahn
- 1935: Familie Schimek
- 1935: Der Mann mit der Pranke
- 1935: Der Ammenkönig
- 1935: Mädchenräuber
- 1936: Paul und Pauline
- 1936: Der müde Theodor
- 1936: Spiel an Bord
- 1936: Die Kreutzersonate
- 1937: Unter Ausschluß der Öffentlichkeit
- 1937: Alarm in Peking
- 1937: Sieben Ohrfeigen
- 1937: Die Kronzeugin
- 1937: Die Austernlilli
- 1938: Monika - Eine Mutter kämpft um ihr Kind
- 1938: Die fromme Lüge
- 1938: Der Maulkorb
- 1938: Diskretion – Ehrensache
- 1938: Der nackte Spatz
- 1938: Verwehte Spuren
- 1938: Eine Frau kommt in die Tropen
- 1938: Silvesternacht am Alexanderplatz
- 1938: Der Vierte kommt nicht
- 1938/47: Altes Herz geht auf die Reise
- 1939: Premiere der Butterfly
- 1939: Männer müssen so sein
- 1939: Die Reise nach Tilsit
- 1939: Was wird hier gespielt?
- 1940: Das leichte Mädchen
- 1940: Wunschkonzert
- 1941: Krach im Vorderhaus
- 1943: Karneval der Liebe
- 1943: Ein Mann für meine Frau
- 1943: Der Meisterdetektiv
- 1944: Seinerzeit zu meiner Zeit
- 1944: Solistin Anna Alt